# Lidwien Gevers
Lidwien Gevers (Eindhoven, 14 november 1964) is een Nederlandse journalist en verslaggever bij het NOS Journaal.
Gevers studeerde aan de academie voor de journalistiek in Tilburg, en trad in 1990 in dienst bij de Nederlandse Omroep Stichting (NOS). Hier begon ze als redacteur, maar wilde al snel een taak als journalist. Ze solliciteerde bij het NOS Journaal en werd aangenomen.
Gevers volgde vanaf 2005 een aantal jaren in het bijzonder het Koninklijk Huis voor het NOS Journaal.
De laatste jaren concentreert zij zich vooral op grote rechtszaken, zoals het Holleeder-proces, de zaak-Geert Wilders, het liquidatieproces en de Amsterdamse zedenzaak. In 2015 werd zij ingezet bij de verslaggeving rond de Europese migrantencrisis.